# Heckler & Koch HK416
Heckler & Koch HK416 là Súng trường tấn công/Súng carbine được thiết kế và phát triển bởi Heckler & Koch. Súng được dựa trên thiết kế của khẩu AR-15, và ban đầu được chế tạo như một sự cải tiến dựa trên ngoại hình của khẩu M4 Carbine, với sự phát triển độc quyền của H&K là hệ thống trích khí ngắn lấy nguồn gốc từ súng trường tấn công Heckler & Koch G36. Đây là súng trường tấn công tiêu chuẩn của Lực lượng Vũ trang Na Uy, được Lực lượng Vũ trang Pháp lựa chọn để thay thế FAMAS và là vũ khí được SEAL sử dụng để giết Osama Bin Laden vào năm 2011.

## Các nước sử dụng
- Đức
- Nhật Bản
- Úc
- Brazil
- Croatia
- Estonia
- Pháp
- Hungary
- Indonesia
- Ireland
- Ý
- Jordan
- Luxembourg
- Malaysia
- Montenegro
- Hà Lan
- Na Uy
- Philippines
- Ba Lan
- Serbia
- Singapore
- Slovakia
- Hàn Quốc
- Tây Ban Nha
- Thổ Nhĩ Kỳ
- Ukraine
- Hoa Kỳ